# 郝将军卖药处

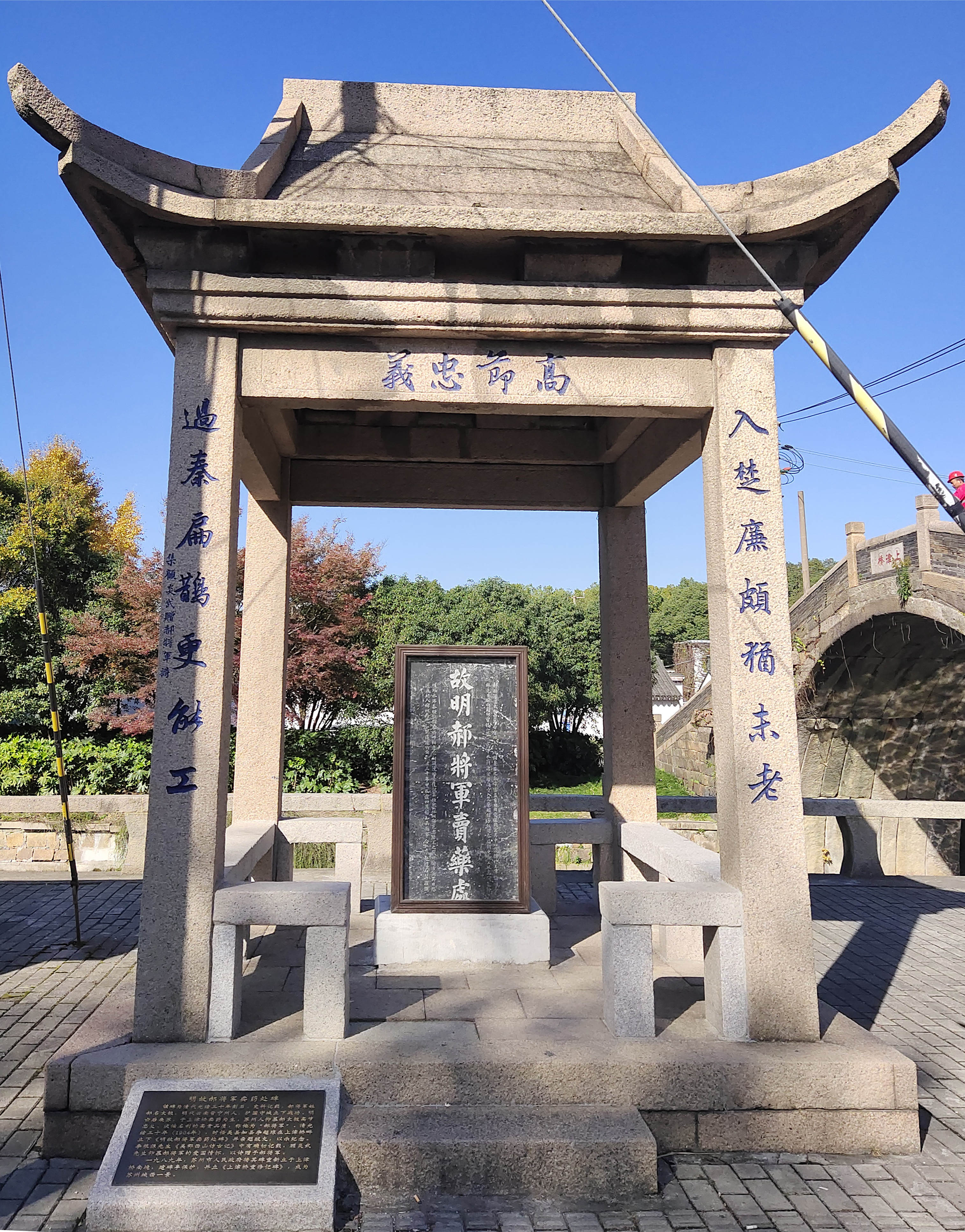
故明郝将军卖药处碑亭

“郝将军卖药处”是苏州的一处古迹，位于中国江苏省苏州市姑苏区枫桥路上津桥畔。现存“故明郝将军卖药处”石碑，是苏州人为纪念抗击清朝的明代军官郝太极所立。

## 历史
郝将军，姓郝名太极，明代云南晋宁州（今昆明市晋宁区）人，明朝低级军官，因抗击清军立下守城战功，明朝灭亡后来到苏州，在上津桥以卖药为生；
清光绪三十年(1904年)，时任吴县知县的李超琼，在上津桥畔树立“故明郝将军卖药处”碑，以示纪念；
文化大革命期间，该碑被苏州市民用作洗衣石板，1985年被苏州文物部门访得；
1989年由苏州市政府重新树立，并建造碑亭；
2004年和2014年，该碑倒下数次，2018年疑遭人为破坏再次倒下断裂，后均被修复重新树立。

## 碑文
- 正面碑文
- 背面碑文
- 一旁介绍碑文